# Тіеко Кавабе
Тіеко Кавабе (яп. 河辺千恵子, Chieko Kawabe, Кавабе Тіеко); нар. 24 лютого 1987) — незалежна японська співачка в жанрі J-Pop, модель, радіоведуча та актриса, яка набирає популярність в Японії. Її пісня «Be Your Girl» стала фінальною піснею (ендінга, англ. ending) в аніме «Ельфійська пісня», як і ще одна «Hoshi ni Negai Wo» (ендінг аніме «Otogizoshi»)

## Біографія
Тіеко Кавабе народилася 24 лютого 1987 року в Токіо. Батько — японець, мати — філіппінка.
У дванадцять років зіграла роль Сейлор Меркурій в п'яти мюзиклах «Sailor Moon». З'явилася як музична гостя на Fan Kansha, виконавши пісню «Drive Me the Mercury» з майбутньою актрисою Меркурія — Вакаяма Манамі. Після чого з'явилася знову разом із Сейлор Мун як краща подруга Усагі Цукіно, Нару Осака в серіях 2003-2004 років.
Двома роками пізніше 27 квітня 2004 року вона випустила власний сингл «Be Your Girl», однойменна пісня з якого була використана  як фінальна пісня (ендінга, англ. ending) в аніме «Ельфійська пісня», а інша пісня «Hoshi ni Negai Wo» стала ендінгом аніме «Otogizoshi». Наступний сингл «Shining», що вийшов 24 листопада 2004 року  також був прийнятий досить тепло, що дозволило Кавабе зійти на попсцену Японії. 25 січня 2005 року випущено сингл «Kizunairo», у складі якого були пісні «Kizunairo», «I can't Wait» та «Hidamari». Пісня синглу I can't Wait, стала темою японського варіанту шоу Ліззі Макгуайр.
15 березня 2005 року вийшов перший і єдиний повноцінний альбом Тіе — «Brilliance», у складі якого 11 пісень, в тому числі і пісні з синглів. Цей альбом став досить популярним. Це довело наявність таланту і музичної майстерності Кавабе. За ним вийшов черговий сингл «Baby Candy» (21 липня 2005 року).
У квітні 2006 року, Кавабе випустила ще один сингл — «Sakura Kiss», головна пісня («Sakura Kiss») якого стає опенінгом до аніме «Ouran High School Host Club». Цей сингл теж був досить успішним і дістався до 71-го місця на Oricon 200 і протримався в ньому 6 тижнів.
Після цього Тіе повернулася в модельний бізнес і стала радіоведучою на популярній радіостанції в Харадзюку.
8 серпня 2008 року Тіе вийшла заміж за телепродюсера Масато Оті (нар. 1965 р.), про це вона писала у своєму блозі.
21 травня 2010 року народила доньку. 21 ноября 2015 году стало відомо, що Тіеко Кавабе разлучилась з Масато Оті.

## Дискографія

### Альбоми
| Назви           | Інформація про альбом                                    | Oricon |
| Найвища позиція |                                                          |        |
| --------------- | -------------------------------------------------------- | ------ |
| Brilliance      | - Дата виходу: 16 березня 2005 - Catalog No.: VPCC-80602 |        |

### Пісні
| Назва                                                              | Альбом                                                     | Oricon | Альбом     |
| Найвища позиція                                                    |                                                            |        |            |
| ------------------------------------------------------------------ | ---------------------------------------------------------- | ------ | ---------- |
| "Be Your Girl"                                                     | - Дата виходу: 28 квітня 2004 - Catalog No.: VPCC-82176    | 67     | Brilliance |
| "Shining!"/"cry baby"                                              | - Дата виходу: 24 листопада 2004 - Catalog No.: VPCC-82189 | 157    | Brilliance |
| "Kizunairo" (絆色)                                                 | - Дата виходу: 26 січня 2005 - Catalog No.: VPCC-82191     | 150    | Brilliance |
| "Candy Baby" / "Mama Made" (яп. キャンディーベイベー/マーマメード) | - Дата виходу: 21 липня 2005 - Catalog No.: VPCC-82199     |        |            |
| "Sakura Kiss" (桜キッス)                                           | - Дата виходу: 26 квітня 2006 - Catalog No.: VPCC-82601    | 71     |            |